# Kodiyal
Kodiyal is een census town in het district Haveri van de Indiase staat Karnataka. 

## Demografie
Volgens de Indiase volkstelling van 2001 wonen er 6726 mensen in Kodiyal, waarvan 52% mannelijk en 48% vrouwelijk is. De plaats heeft een alfabetiseringsgraad van 72%. 